# Dypsis robusta
Dypsis robusta är en enhjärtbladig växtart som beskrevs av Hodel, Marcus och John Dransfield. Dypsis robusta ingår i släktet Dypsis och familjen Arecaceae. IUCN kategoriserar arten globalt som akut hotad. Inga underarter finns listade i Catalogue of Life.